# Gruta Casa de Pedra
A Gruta Casa de Pedra ou Caverna Casa de Pedra é uma gruta situada no Parque Estadual Turístico do Alto Ribeira, localizado no sul do estado de São Paulo, entre os municípios de Apiaí e Iporanga. Tem 2.930 metros de comprimento e possui a maior boca de caverna do mundo, medindo cerca de 215 metros de altura.